# Black Cobra
Black Cobra is een in 2001 geformeerde sludge metalband uit San Francisco.

## Bezetting
Huidige bezetting
- Rafael 'Rafa' Martinez[2] (drums)
- Jason Landrian[3] (zang, gitaar)

## Geschiedenis
Black Cobra werd in 2001 opgericht door drummer Rafa Martinez (ex-16, ex-Acid King) en gitarist/zanger Jason Landrian (ex-Cavity). Na de in eigen beheer uitgegeven debuut-ep die in 2004 verscheen, kregen de muzikanten een contract bij het indielabel At A Loss Recordings, waarbij ze in 2006 en 2007 de vervolgalbums Bestial en Feather and Stone publiceerden. Hoewel de debuut-ep nogal slecht werd ontvangen, beoordeelden critici de twee bij At A Loss uitgebrachte albums meestal als middelmatig. Sommige critici die gespecialiseerd zijn in sludge beoordeelden het album Bestial echter als een hoogwaardige publicatie van het genre.
Vanwege het succes in het subcircuit trad het duo op tijdens het Roadburn Festival in 2007. Vervolgens werd een met de hand gesigneerde en genummerde dvd van dit Roadburn-optreden uitgebracht, die een gelimiteerde oplage had van 50 exemplaren. In 2009 tekende de band een contract bij indielabel Southern Lord, waarbij de twee albums Chronomega en Invernal werden uitgebracht. Gerenommeerde metalproducenten Billy Anderson en Kurt Ballou werden ingehuurd om de twee studioalbums op te nemen. Beide publicaties kregen overwegend positieve recensies, maar Chronomega werd meestal beter beoordeeld dan de latere Invernal. Voor het vijfde studioalbum Imperium Simulacra veranderde de band opnieuw van platenmaatschappij, dit keer naar Season of Mist. 

## Discografie
- 2004: Black Cobra (ep, zelf uitgebracht)
- 2006: Bestial (album, At A Loss Recordings)
- 2007: Black Cobra / Eternal Elysium (split-ep, Diwphalanx Records)
- 2007: Feather and Stone (album, At A Loss Recordings)
- 2009: Chronomega (album, Southern Lord)
- 2011: Invernal (album, Southern Lord)
- 2016: Imperium Simulacra (album, Season of Mist)